# Umblu
Umblu är en ö utanför Estlands nordkust vid Finska viken. Den ligger i kommunen Jõelähtme vald i Harjumaa, 30 km öster om huvudstaden Tallinn. Den ligger i bukten Kolga laht, söder om ön Rohusi och väster om ön Pedassaar.

### Fotnoter
1. ↑  Umblu hos Geonames.org (cc-by); post uppdaterad 2012-01-17; databasdump nerladdad 2015-09-05